# Christlicher Metallarbeiterverband
Der christliche Metallarbeiterverband (CMV) wurde 1899 gegründet und bestand bis zum Beginn der nationalsozialistischen Herrschaft. Ihren Schwerpunkt hatte die Organisation in den industrialisierten katholischen Gebieten der Rheinprovinz und der Provinz Westfalen.

## Gründungszeit

Franz Wieber

Nach der Entstehung der ersten christlichen Gewerkschaften 1894 entstanden im Bereich der Metallindustrie zunächst auf regionaler oder lokaler Basis gewerkschaftliche Organisationen. Dazu gehörten der Gewerkverein christlicher Berg-, Eisen- und Metallarbeiter des Oberbergamtbezirks Bonn, der Sauerländer Gewerkverein der Metallarbeiter, der Blei-, Zink- und chemische Fabrikarbeiterverband Stolberg, der christliche Uhrenindustriearbeiterverband Schwarzwald und der Verband der christlichen Metallarbeiter Schwäbisch Gmünd. 
In Duisburg war bereits 1888 von Franz Wieber ein Formerfachverein auf christlich-sozialer Grundlage gegründet worden. Er begann bald auf andere Orte des rheinisch-westfälischen Industriegebiets auszugreifen. Im Jahr 1893 schloss sich der Verein dem (freigewerkschaftlichen) Zentralverband der Deutschen Former- und Gießereiarbeiter an, trat aber wegen Differenzen 1895 wieder aus. 
Am 15. Oktober 1899 wurde dann der Christliche Metallarbeiterverband mit überregionalem Anspruch gegründet. Erste Zahlstellen entstanden in Duisburg, Düsseldorf, Köln, Düren, Mönchengladbach, Laar, Stockum, Oberhausen, Allendorf, Mülheim an der Ruhr, Hörde und Borbeck.
Der Verband lehnte als christlich-nationale Organisation den Klassenkampf ab. Auch wenn der neue Verband Streiks und andere Kampfmaßnahmen als letztes Mittel anerkannte, verstand er sich nicht als bloße gewerkschaftliche Zweckorganisation, sondern als „Standesorganisation.“ Dies war eine Ursache für Konflikte mit anderen christlichen Gewerkschaften.

## Konflikt innerhalb der christlichen Gewerkschaften
Johannes Giesberts, selbst Mitbegründer des CMV, plädierte seit 1899 für gewerkschaftliche Zusammenarbeit ohne Rücksicht auf konfessionelle, weltanschauliche oder politischer Einstellungen. Dem stimmte ein Großteil der christlichen Gewerkschaften auf dem 2. Gewerkschaftskongress in Frankfurt am Main im Jahr 1900 zu. Lediglich der CMV bestand auf einem betont christlichen Standpunkt. Unterstützt wurde er dabei von weiten Teilen des katholischen Klerus. Der Streit schwelte im christlichen Gewerkschaftslager vor allem zwischen dem CMV und dem christlichen Bergarbeiterverband weiter. Verschärft wurden die Konflikte im christlichen Gewerkschaftslager durch den sogenannten Zollstreit. Dabei plädierte der CMV für das Recht sich auch mit allgemeinpolitischen Fragen zu befassen, während der Gesamtverband der christlichen Gewerkschaften dies ablehnte. An dem Gewerkschaftsstreit um die Frage der Konfessionalität oder Interkonfessionalität der christlichen Gewerkschaften war der CMV nur mittelbar beteiligt. Hinter den Konflikten stand auch eine grundsätzlich andere Gewerkschaftsauffassung von Wieber und August Brust, den Vorsitzenden des christlichen Bergarbeiterverbandes. Während Wieber die Eigenständigkeit der Einzelverbände betonte, war für Brust der Gesamtverband wichtiger. 
Die verschiedenen Konflikte führten 1902 zum Ausschluss des CMV aus dem Gesamtverband. An seine Stelle sollten der Gewerkverein der Berg-, Hütte- und Metallarbeiter im Siegerländer Bezirk, der Sauerländer Gewerkverein und der Verband christlicher Metallarbeiter Schwäbisch Gmünd einen Zentralgewerkverein der christlichen Metall- und Hüttenarbeiter Deutschlands als bilden. Der CMV verteidigte seine Position. Auch gegen die Konkurrenz im eigenen Lager wurde eine Arbeitslosenversicherung gegründet und weibliche Mitglieder aufgenommen. Der neue Verband blieb erfolglos und ein Streik in Iserlohn endete als klare Niederlage. Daraufhin hat der Gesamtverband den Ausgleich mit dem CMV gesucht. Zu einer Einigung und einem Zusammenschluss kam es 1903. 
Der CMV wurde nun die zentrale Metallarbeiterorganisation der christlichen Gewerkschaften. Bis 1904 war die Zentralisierung vollzogen. Nach Einigung nahm die Zahl der Mitglieder deutlich zu und ab 1905 war der Fortbestand der Organisation weitgehend gesichert.

## Organisationsstruktur
Organisatorisch orientierte sich der CMV an den freien Gewerkschaften. Die wichtigste Stellung nahm der Vorstand ein, alle zwei Jahre trat eine Generalversammlung zusammen und dazwischen beriet ein Gewerkschaftsausschuss den Vorstand. Die Basis bildeten lokale Verwaltungsstellen mit einem gewählten Vorstand. Wichtige Entscheidungen etwa über Streiks mussten mit dem Zentralvorstand abgestimmt werden. Mindestens einmal im Monat sollte bei den Verwaltungsstellen eine Versammlung stattfinden, um den Kontakt mit den Mitgliedern aufrechtzuerhalten. Später bei steigender Mitgliederzahl war dies nicht mehr praktikabel und es wurden Vertrauensleute berufen. Im Laufe der Zeit erhielten die meisten Verwaltungsstellen hauptamtliches Personal. Im Jahr 1921 gab es 181 Zahlstellen. Mit wachsender Mitgliederzahl wurden zwischen lokaler Ebene und Zentrale Bezirksgliederungen nötig. Deren Bildung war bis 1907 weitgehend abgeschlossen.

## Tätigkeit und Entwicklung

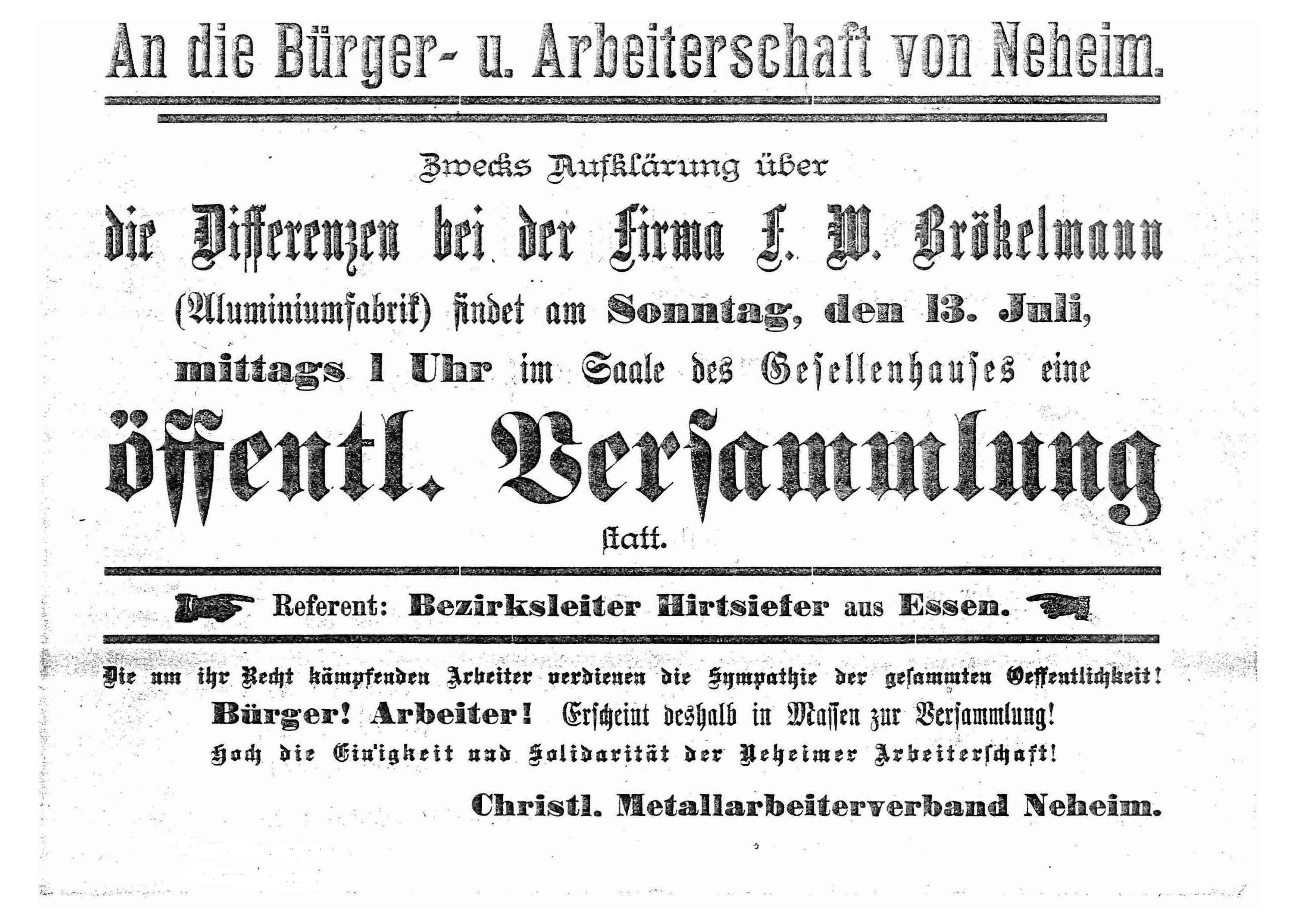
Streikaufruf (1913) des christlichen Metallarbeiterverbandes in Neheim

Zu einer Zusammenarbeit mit anderen Metallarbeitergewerkschaften kam es vor dem Ersten Weltkrieg nur in einigen Fällen. Erst während des Krieges kam es zu einer Annäherung in Rheinland und Westfalen. Die entstandene Arbeitsgemeinschaft löste sich bei Kriegsende wieder auf. 
Neben der Verbesserung der Lohnverhältnisse gehörte die bessere Regelung der Arbeitszeit in den ununterbrochenen Betrieben der Schwerindustrie zu den zentralen Forderungen der Vorkriegszeit. So wurde bereits 1899 das Dreischichtsystem gefordert. Auf dem zweiten christlichen Arbeiterkongress in Berlin legte Wieber umfangreiches Material zum Arbeiterschutz in der Schwerindustrie vor. Zu nennenswerten Verbesserungen kam es allerdings erst in der Nachkriegszeit.
Problematisch war insbesondere in der Schwerindustrie die antigewerkschaftliche Haltung der Unternehmen. Diese setzte der Wirksamkeit des CMV enge Grenzen. Verschiedentlich kam es zu größeren Auseinandersetzungen um das Koalitionsrecht. Dabei spielte daneben meist auch die Lohnhöhe, Arbeitszeiten und andere Fragen eine Rolle. Größere Arbeitskämpfe um das Koalitionsrecht fanden 1905 auf Burbacher Hütte im Saarland statt. Dabei traten 3200 Arbeiter in den Ausstand. Im Jahr 1910 kam es zu Aussperrungen in Hagen und im Schwelmer Gebiet und 1912/13 kam es zu einem Streik in Menden. Dort streikten allein 3000 Männer. 
Während des Ersten Weltkrieges gingen die Mitgliederzahlen durch Einberufungen, aber auch Vertrauensverluste und andere Gründe bis 1916 stark zurück. Durch das Hilfsdienstgesetz und andere Gründe nahm die Zahl der Mitglieder in der Folge wieder stark zu und 1917 überschnitt der Verband die Zahlen von 1914.
Nach dem Krieg nahm zwar die Zahl der Lohnkämpfe stark zu, aber die allermeisten wurden ohne Arbeitsniederlegung beendet. Beteiligt war die Organisation 1928 am Ruhreisenstreit.
In den ersten Jahren nach der Novemberrevolution setzte sich der positive Trend aufs Ganze gesehen fort. Im Jahr 1921 war der Höchststand erreicht, danach gingen die Mitgliederzahlen deutlich zurück und insbesondere die Jahre zwischen 1923 und 1926 waren schwierig. Danach nahmen die Mitgliederzahlen bis zum Beginn der Weltwirtschaftskrise wieder zu.
Mit der Eingliederung der christlichen Gewerkschaften in die Deutsche Arbeitsfront endete die Geschichte des CMV. Die Mehrzahl der ehemaligen Mitglieder schloss sich nach 1945 der IG Metall an. Eine Minderheit fand sich später in der Christlichen Gewerkschaft Metall zusammen. 
|      |                      |  |  |  |  |
| Jahr | Mitglieder 1899–1929 |  |  |  |  |
| 1899 | 930                  |  |  |  |  |
| 1902 | 4.790                |  |  |  |  |
| 1905 | 17.563               |  |  |  |  |
| 1910 | 33.971               |  |  |  |  |
| 1914 | 25.222               |  |  |  |  |
| 1917 | 62.604               |  |  |  |  |
| 1919 | 210.005              |  |  |  |  |
| 1923 | 218.281              |  |  |  |  |
| 1929 | 125.000              |  |  |  |  |